# Wilhelm Beseler

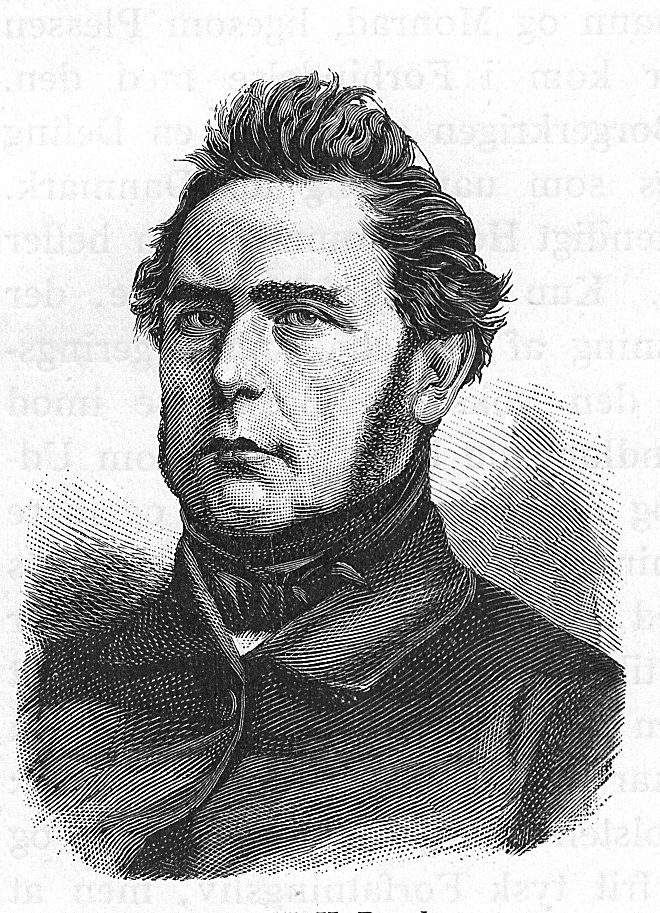
Wilhelm Beseler

Wilhelm Hartwig Beseler, född 1806 i grevskapet Jever i Oldenburg, död 1884 i Bonn, var en tysk politiker, bror till Georg Beseler.
Beseler kom som barn till Husum och blev 1829 advokat i staden Slesvig. Såsom ivrig slesvig-holsteinare tog han tidigt del i det politiska livet, invaldes 1841 i den slesvigska ständerförsamlingen och föreslog där 1842, att Haderslevs amt (nordligaste delen av Slesvig) skulle förenas med Danmark, men hela den övriga delen av hertigdömet med Holstein. 
1846 blev han förman i ständerförsamlingen och tog verksam del i dennas opposition mot regeringen, som på grund därav förbjöd honom att mottaga återval. Han begärde då avsked från sitt yrke som advokat, vilket fick till följd att man i Tyskland gjorde en insamling för att bidra till hans underhåll. Han var också ledare av de stora agitationsmötena i Holstein 1847 och uttalade sig i februari 1848 mot att välja "erfarna män" för att rådslå om en "fællesforfatning" för den danska monarkin. 
Beseler förde ordet vid det revolutionära mötet av ständerdeputerade i Rendsborg 18 mars och blev strax efteråt medlem av den provisoriska upprorsregeringen, till oktober samma år. Han tog nu plats i tyska nationalförsamlingen i Frankfurt och valdes genast till vice president. I mars 1849 blev han medlem av ståthållarskapet stannade kvar i detta till dess upplösning (januari 1851) då upproret kvävdes. Därefter begav han sig till Braunschweig, eftersom han inte tillhörde dem som beviljats amnesti. 
Senare flyttade han till Preussen och utsågs 1861 till kurator för universitetet i Bonn. 1867 försökte han bli invald i den nordtyska riksdagen, men föll igenom i Västslesvig till följd av sina preussiska sympatier. Beseler författade 1856–60 flera flygskrifter till förmån för den slesvig-holsteinska saken samt uttalade sig bland annat för en delning av Slesvig och för en förening av de tre nordiska rikena. Det första önskemålet förverkligades 1920 vid återföreningen med Danmark.